# Otopharynx brooksi
Espèce
Synonymes
- Cyrtocara brooksi Oliver, 1984[1]
- Stigmatochromis sp. "modestus makokola"[2]

Statut de conservation UICN

 LC  : Préoccupation mineure
Répartition géographique
Otopharynx brooksi est une espèce de poisson d'eau douce de la famille des cichlidae endémique du lac Malawi (dans la partie sud) en Afrique. Cette espèce est nommée Saguga en Nyanja au Malawi.

## Variétés géographiques
Liste non exhaustive des variétés géographiques:
- Otopharynx brooksi "Makokola Reef"[2]
- Otopharynx brooksi "Boadzulu Island"[2]
- Otopharynx brooksi péninsule de "Nankhumba"[2]
- Otopharynx brooksi "Lupingu"[5]

## Taille
Cette espèce mesure adulte une taille maximale avoisinant les 15 cm, parfois un peu plus en aquarium pour les plus vieux spécimens.

## Dimorphisme
Adulte cette espèce de cichlidae est très simplement différentiable. En effet le mâle est clairement plus grand et surtout de coloration plus vive ; la femelle reste plus terne blanc/brun/argentée avec trois taches noires latérales caractéristiques et quelques autres sur le haut du corps (plus ou moins marquées suivant l'état de stress). Le mâle possède également la terminaison des nageoires impaires plus effilée, plusieurs ocelles anales et un fin liseré orangé au moins sur la partie molle de la nageoire dorsale.

## Reproduction
Cette espèce est incubatrice buccale maternelle, les femelles gardent les œufs, larves et tout jeunes alevins environ 3 semaines, protégés dans leur gueule (sans manger ou en filtrant très légèrement les micro-détritus). Les mâles peuvent se montrer très insistants dès les premières maturités sexuelles des femelles, il est préférable de maintenir cette espèce en groupes de plusieurs individus (au moins en « trio » : 1 mâle pour 2 femelles), de manière à diviser l'agressivité d'un mâle dominant sur plusieurs individus. À la sortie de la bouche de la femelle tous les jeunes sont de coloration gris/brun et ce n'est que vers 7/8 centimètres que les premiers mâles se déclarent, commencent à changer de couleur et adopter un comportement plus territorial.

## Statut IUCN
L'Union internationale pour la conservation de la nature IUCN place cette espèce en "Préoccupation Mineure" (LC) : « Endémiques au lac Malawi où il est répandu dans la partie sud du lac sans grandes menaces généralisées connues »

## Croisement, hybridation, sélection
Il est impératif de maintenir cette espèce et le genre Otopharynx seul ou en compagnie d'autres espèces, d'autres genres, mais de provenance similaire (lac Malawi), afin d'éviter toute facilité de croisement. Le commerce aquariophile a également vu apparaître un grand nombre de spécimens provenant d'Asie et d'Europe de l'est notamment et aux couleurs des plus farfelues ou albinos. En raison de la sélection, hybridation et autres procédés chimiques et barbares de laboratoires.

## Bibliothèque
- Guide to Malawi Cichlids, par Ad Konings; Aqualog Verlag GmbH (janvier 1997);  (ISBN 3-9805605-3-8);  (ISBN 978-3-9805605-3-5)
- Konings' Book of Cichlids and All the Other Fishes of Lake Malawi, par Konings; Publications (juillet 1991);  (ISBN 0-86622-527-7);  (ISBN 978-0-86622-527-4)

## Liens sources externes
- Pages photos : http://www.malawi-dream.info/Otopharynx_brooksi.htm
- Fiche descriptif, photo (eng) : http://www.cichlid-forum.com/profiles/species.php?id=1264

### Cartes
- Principale localité de pêche du lac Malawi: http://www.malawicichlides.fr/carte.php?mode=malawi